# 遠眼鏡
『遠眼鏡』（とおめがね）とは江戸時代後期の浮世絵師、葛飾北斎による大首絵である。本作品は表題として『風流無くてなゝくせ』と銘打たれており、「無くて七癖」というどんな人物であっても多少の癖はあるということを示すことわざから着想を得た、女性特有の7つの癖を描いた揃物であると推察されるが、「遠眼鏡」「ほおずき」の2作品のみが遺存しており、全容については明らかになっていない。落款には「可候」が用いられており、享和年間ごろ（1801年から1803年ごろ）に制作されたものと見られている。

## 背景
望遠鏡は17世紀初頭にオランダで発明されたと見られ、1608年にレンズ研磨師のハンス・リッペルハイが特許申請を行った記録が残されている。日本には慶長18年（1613年）に伝来し、「遠眼鏡」という名で視覚の拡張体験という新鮮な驚きを持って江戸幕府要職者から順に広く流通した。望遠鏡は当初、単なる嗜好品というよりは実用的な器具という側面で求められており、嘉永6年（1853年）に編纂された『通航一覧』や田村茂啓『長崎志』には万治2年（1659年）に野母の遠見番に対して遠眼鏡3挺が備え付けられたと言及されている。
18世紀初頭には国産化の動きがみられるようになり、江戸時代の天文学者西川如見の談話をまとめた『長崎夜話草』（享保5年（1720年））には、「眼鏡細工、鼻目鏡、遠目鏡、虫目鏡、数目鏡、磯目鏡、透間目鏡、近視目鏡。長崎住人浜田弥兵衛といふもの、壮年の頃蛮国へ渡り、眼鏡造りを習い伝へ来りて、生島藤七といふ者に教へて造らしめたるより、今にその伝なり」と記されている。また、享保17年（1732年）に刊行された三宅也来の『万金産業袋』には国産の望遠鏡よりも中国製の望遠鏡が優れているという言及があり、オランダだけでなく中国からも輸入されていたことが明らかとなっている。

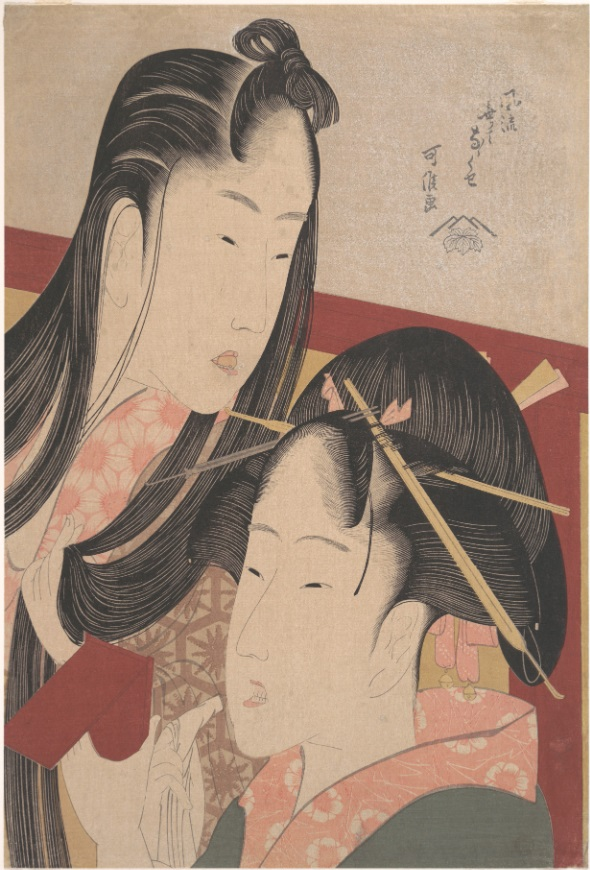
『遠眼鏡』と同じく「風流無くてなゝくせ」と銘打たれた『ほおずき』

輸入量や生産量の増加により、観光地などの風光明媚な場所を中心として一般庶民にも広く望遠鏡体験が為されるようになり、さまざまな作品にもその様子が残されるようになった。円山応挙のように絵画制作の道具として望遠鏡を利用する絵師が登場する中、新しいものに夢中になる人びとそのものを描く絵画作品も登場した。18世紀末から19世紀にかけては名所図会と呼ばれる日本全国の景勝地風景を絵にしたためた刊行物が隆盛し、秋里籬島が編纂した『摂津名所図会』『都林泉名勝図会』、速水春暁斎の『諸国図会年中行事大成』、長谷川雪旦の『江戸名所図会』といった作品の中で望遠鏡から風景を眺める人びとの様子が確認できる。また、北斎自身も享和4年（1804年）に刊行した狂歌絵本『山満多山』の中で望遠鏡を覗き込む女性を描いている。

## 作品
『遠眼鏡』は版元蔦屋重三郎から刊行された大判錦絵である。女性二人の胸像を切り取ったいわゆる大首絵と呼ばれる様式の美人画であり、版画には雲母摺が施されている。ジャンル、技法ともに北斎の作品としてはかなり珍しく、浮世絵研究者の内田欽三は雲母摺としては遺存する唯一の北斎作品であるとしている。落款には「可候」とあり、享和年間ごろの作品とされているが、制作推定年代は文献によって若干の揺れがある。作品内に記された『風流無くてなゝくせ』はシリーズ表題と見られ、女性に見られる「無意識の癖」をテーマに、珍奇な物品を紹介するための揃い物であった可能性が指摘されている。7枚揃物を想定して刊行されたものと思われるが、遺存している作品は『遠眼鏡』『ほおずき』のみであり、『遠眼鏡』には望遠鏡が、『ほおずき』には手鏡が作品意匠に取り込まれている。
画面にはいわゆる「宗理風」と呼ばれる北斎の確立した美人画様式で、日傘を持った妙齢の女性と和製の朱塗り遠眼鏡を持った若い女性が描かれている。日傘の女性は眉が落とされ、鉄漿があしらわれていることから武家の既婚女性であることが読み取れる。遠眼鏡の女性は派手な根掛け髪飾りと島田髷から未婚の若い女性であることが分かる。その衣装から花見に訪れた母娘と考えられ、娘が心を寄せている男性の所作を夢中になって遠眼鏡を使用して観察し、娘の憚られる行為を恥じた母は、遮るように日傘を傾けて娘をたしなめている様子と解釈できる。本作品を所蔵する神戸市立博物館は、北斎の詠んだ川柳「皮切りといふ面で見る遠眼鏡」が本作品の様子を表したものではないかと推察している。